# 고바야시 히데아키
고바야시 히데아키 (小林 秀章, Kobayashi Hideaki)는 일본의 코스플레이어, 컴퓨터 엔지니어, 음악 프로듀서, 그리고 사진가이다. 여학생으로 코스프레하는 것으로 알려져 있으며, 세일러복 아저씨 (セーラー服おじさん, Sērā-fuku Ojisan)라는 별명을 가지고 있다.

## 생애

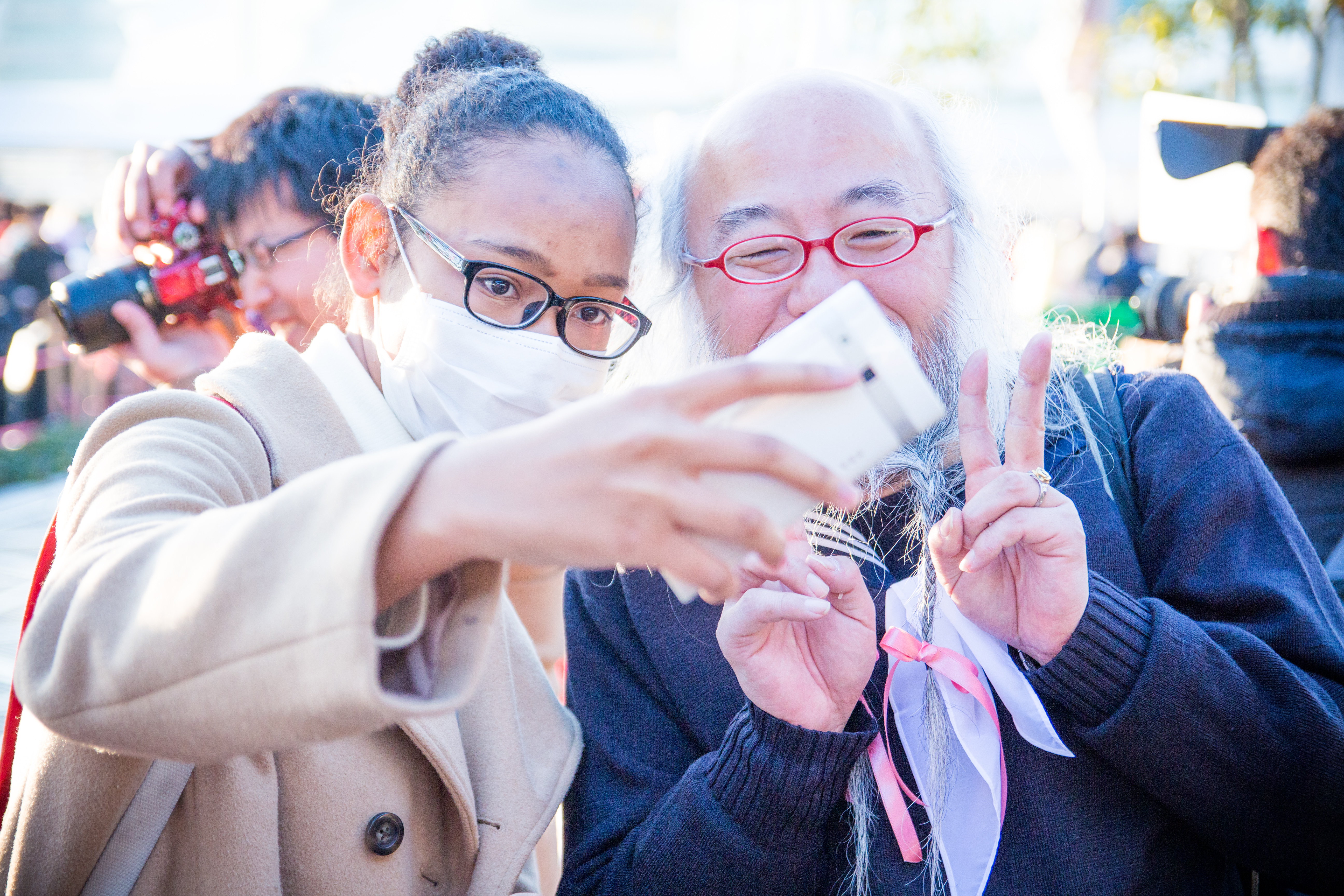
팬과 사진을 찍는 고바야시

고바야시는 1962년 도쿄의 스기나미구에서 태어났다.
《ITmedia》와의 인터뷰에서 그는 코스프레 "취미"가 초등학교 1, 2학년 때부터 시작되었다고 답변했다. 당시 여자 급우의 치마를 들췄는데, 이에 대한 벌로 급우 앞에서 세일러복을 입어야 했다. 중학교와 고등학교는 남자만 다니는 도호 중학교·고등학교에 다녔다. 와세다 대학 이공학부 수학과를 전공했고, 석사 과정도 마쳤다. 이 시기가 자신의 방에서 여장을 하고 몰래 팬티를 입는 것을 즐겼던 때라고 말했으며, 2010년 5월 코스프레 컨벤션에 참가한 후 코스프레를 시작했다고 말했다. 그는 인쇄 회사에서 정보 처리 소프트웨어 엔지니어로 일하고 있다.
2011년 6월, 그는 친구의 초대로 요코하마의 라멘 가게를 방문했다. 그 가게는 30세 이상의 손님이 여학생처럼 옷을 입으면 무료 라멘을 제공했다. 그는 자신의 코스프레에 대한 부정적인 반응이 없다는 것을 알고 코스프레를 시작했으며, 매주 주말 시부야 거리를 돌아다니기 시작했다.

### 유명세
고바야시는 2013년 일본 여학생 교복(세일러복)을 입고 코스프레한 것이 트위터와 일본 인터넷에서 널리 알려지게 되었다.
메시저 라인에서 그를 모델로 한 스티커가 만들어졌으며, 중국, 스페인, 쿠바, 프랑스, 태국 등 여러 국가에서 10차례 행사에 초청되었다. 태국 방콕 지하철역에 그의 초상화가 전시되기도 했다.

### 기타 활동
고바야시는 또한 특허를 보유한 컴퓨터 엔지니어이자, Chaos de Japon의 사진가 및 음악 프로듀서로도 활동하고 있다.

## 평가
도쿄 아키하바라를 방문하는 많은 관광객들이 고바야시를 칭찬했다. CNN은 고바야시의 코스프레에 대해 "용감하다"고 평가했다.
게임 《Nippon Marathon 2》의 캐릭터 젠베이는 그에게서 영감을 받았다.

## 사생활
고바야시는 자신을 이성애자로 규정한다. 그는 영어에 유창하다.

## 참고 문헌

### 인용
- Tanaka, Morishi (2019년 8월 3일). セーラー服おじさんが世界で感じた、日本のコンテンツビジネスの可能性 | Forbes JAPAN 公式サイト（フォーブス ジャパン）. 《포브스 재팬》 (일본어). 2025년 4월 8일에 확인함.
- Okuda, Yuka (2014년 6월 30일). 「なぜ人気になったか分からない」 「セーラー服おじさん」という"社会実験"から見えたものとは. 《ITmedia》 (일본어). 2025년 4월 8일에 확인함.